# Pavel Guerassimov
Pavel Aleksandrovich Guerassimov (en russe, Павел Александрович Герасимов), parfois orthographié Gerasimov, est un athlète russe spécialiste du saut à la perche, né le 29 mai 1979 à Aleksine (Russie). 
Il remporte son premier titre international à l'occasion des Championnats du monde junior 1998 d'Annecy en franchissant 5,55 m. 
En 2000, il porte son record personnel à 5,90 m à Rüdlingen (SUI), hauteur qu'il n'égalera plus.	
En 2005, il décroche, avec 5,65 m, la médaille de bronze des Championnats du monde d'Helsinki.
En 2009, le Russe termine deuxième de la finale du saut à la perche des Championnats d'Europe en salle de Turin remportée par le Français Renaud Lavillenie.

## Palmarès

### Championnats du monde
- Championnats du monde d'athlétisme 2005 à Helsinki :
  -  Médaille de bronze du saut à la perche

### Championnats d'Europe en salle
- Championnats d'Europe d'athlétisme en salle 2009 à Turin :
  -  Médaille d'argent du saut à la perche

### Championnats du monde juniors
- Championnats du monde juniors d'athlétisme 1998 à Annecy :
  -  Médaille d'or du saut à la perche